# هيكمان
هيكمان (بالإنجليزية: Hickman, Kentucky)‏ هي مدينة تقع في مقاطعة فلتون، كنتاكي بولاية كنتاكي في وسط جنوب شرق الولايات المتحدة. تبلغ مساحة هذه المدينة 9.3 (كم²)، وترتفع عن سطح البحر 143 م، بلغ عدد سكانها 2395 نسمة في عام 2010 حسب إحصاء مكتب تعداد الولايات المتحدة وتصل الكثافة السكانية فيها 260.3 نسمة/كم2.

## التركيبة السكانية
حدّد مكتب تعداد الولايات المتحدة بيانات التركيبة السكانية لهيكمان في تعداد الولايات المتحدة. في ما يلي، التركيبة السكانية حسب تعدادي 2000 و2010.

### تعداد عام 2000
بلغ عدد سكان هيكمان 2,560 نسمة بحسب تعداد عام 2000، وبلغ عدد الأسر 1,015 أسرة وعدد العائلات 666 عائلة مقيمة في المدينة. في حين سجلت الكثافة السكانية 276.2 نسمة لكل كيلومتر مربع (715.4/ميل2). وبلغ عدد الوحدات السكنية 1,177 وحدة بمتوسط كثافة قدره 127 لكل كيلومتر مربع (328.9/ميل2).
وتوزع التركيب العرقي للمدينة بنسبة 64.06% من البيض و34.96% من الأمريكيين الأفارقة و0.08% من الأمريكيين الأصليين و0.04% من الأعراق الأخرى و0.86% من عرقين مختلطين أو أكثر و0.51% من الهسبانيون أو اللاتينيون من أي عرق.
بلغ عدد الأسر 1,015 أسرة كانت نسبة 34.9% منها لديها أطفال تحت سن الثامنة عشر تعيش معهم، وبلغت نسبة الأزواج القاطنين مع بعضهم البعض 39.8% من أصل المجموع الكلي للأسر، ونسبة 22.4% من الأسر كان لديها معيلات من الإناث دون وجود شريك،  بينما كانت نسبة 3.4% من الأسر لديها معيلون من الذكور دون وجود شريكة وكانت نسبة 34.4% من غير العائلات. تألفت نسبة 32.1% من أصل جميع الأسر من عدة أفراد يعيشون في نفس المنزل ونسبة 14.8% كانت تتألف من شخص يعيش بمفرده يبلغ من العمر 65 عاماً أو أكثر. وبلغ متوسط حجم الأسرة المعيشية 2.33، أما متوسط حجم العائلات فبلغ 2.94.
بلغ العمر الوسطي للسكان 35.6 عاماً. وكانت نسبة 24.9% من القاطنين تحت سن الثامنة عشر، وكانت نسبة 8.1% بين الثامنة عشر والرابعة والعشرين عاماً، ونسبة 22.9% كانت واقعةً في الفئة العمرية ما بين الخامسة والعشرين والرابعة والأربعين عاماً، ونسبة 22.4% كانت ما بين الخامسة والأربعين والرابعة والستين، ونسبة 14.3% كانت ضمن فئة الخامسة والستين عاماً فما فوق. يوجد لكل 100 أنثى 86.1 ذكر، ويوجد لكل 100 أنثى في الثامنة عشر من عمرها فما فوق 79.3 ذكر.
بلغ متوسط دخل الأسرة في المدينة 21,655 دولارًا، أما متوسط دخل العائلة فبلغ 27,384 دولارًا. وكان متوسط دخل الذكور 25,625 دولارًا مقابل 18,264 دولارًا للإناث. وسجل دخل الفرد الخاص بالمدينة 11,573 دولارًا. وكانت نسبة 24.8% من العائلات ونسبة 27.1% من السكان تحت خط الفقر، وكان من هؤلاء نسبة 35% تحت سن الثامنة عشر ونسبة 18.7% في الخامسة والستين من العمر وما فوق.

### تعداد عام 2010
بلغ عدد سكان هيكمان 2,395 نسمة بحسب تعداد عام 2010، وبلغ عدد الأسر 892 أسرة وعدد العائلات 532 عائلة مقيمة في المدينة. في حين سجلت الكثافة السكانية 258.4 نسمة لكل كيلومتر مربع (669.3/ميل2). وبلغ عدد الوحدات السكنية 1,047 وحدة بمتوسط كثافة قدره 112.9 لكل كيلومتر مربع (292.4/ميل2).
وتوزع التركيب العرقي للمدينة بنسبة 63.92% من البيض و34.07% من الأمريكيين الأفارقة و0.13% من الأمريكيين الأصليين و0.17% من الأعراق الأخرى و1.71% من عرقين مختلطين أو أكثر و1% من الهسبانيون أو اللاتينيون من أي عرق.
بلغ عدد الأسر 892 أسرة كانت نسبة 28.9% منها لديها أطفال تحت سن الثامنة عشر تعيش معهم، وبلغت نسبة الأزواج القاطنين مع بعضهم البعض 32.7% من أصل المجموع الكلي للأسر، ونسبة 21.7% من الأسر كان لديها معيلات من الإناث دون وجود شريك،  بينما كانت نسبة 5.2% من الأسر لديها معيلون من الذكور دون وجود شريكة وكانت نسبة 40.4% من غير العائلات. تألفت نسبة 35.2% من أصل جميع الأسر من عدة أفراد يعيشون في نفس المنزل ونسبة 14.9% كانت تتألف من شخص يعيش بمفرده يبلغ من العمر 65 عاماً أو أكثر. وبلغ متوسط حجم الأسرة المعيشية 2.24، أما متوسط حجم العائلات فبلغ 2.88.
بلغ العمر الوسطي للسكان 38.2 عاماً. وكانت نسبة 19.8% من القاطنين تحت سن الثامنة عشر، وكانت نسبة 9.5% بين الثامنة عشر والرابعة والعشرين عاماً، ونسبة 30.9% كانت واقعةً في الفئة العمرية ما بين الخامسة والعشرين والرابعة والأربعين عاماً، ونسبة 24.9% كانت ما بين الخامسة والأربعين والرابعة والستين، ونسبة 14.9% كانت ضمن فئة الخامسة والستين عاماً فما فوق. وتوزع التركيب الجنسي للسكان بنسبة 54.6% ذكور و45.4% إناث.

## أعلام
- فريدريك د. غاردنر
- جو كانتيلون

## وصلات خارجية
- The US50 - Cities and Towns in Kentucky State